# FROM
From je česká pop-rocková kapela z Teplic založená v roce 2013. Název kapely je složen z počátečních písmen křestních jmen členů (Filip, Richard, Ondra, Martin). Proslavila se hlavně díky své trilogii V síti – Láska – Najednou. 

## Seznam členů
- Filip Kotek – zpěv, klavír
- Martin Kolařík – kytara
- Richard Muller – baskytara
- Ondra Čermák – bicí

## Diskografie

### Nekonečno (2018)
1. NEBE (3:20)
2. DÝCHAT (3:41)
3. ZNÁMOST (3:46)
4. V SÍTI (2:58)
5. LŽI (3:20)
6. IMUNNÍ (4:13)
7. ZIMA (3:29)
8. LÁSKA (3:36)
9. ODPOSLECH (3:33)
10. RESET (2:43)
11. RÁJ (4:04)

### Singly
Pilotní singl s názvem "NEBE".
Největším úspěch zaznamenal v pořadí třetí singl a zároveň první díl zmiňované trilogie – skladba V Síti. Videoklip k této skladbě má na YouTube již téměř 5 milionů zhlédnutí a stal se jedním z nejúspěšnějších klipů hudební stanice Óčko roku 2015.
V roce 2019 skupina nahrála také 3 písně v angličtině Lift Me Up, Let Me Go a Miracles.
V roce 2020 vznikla píseň s názvem Díky(#Spolutodáme), jako podpora všem lidem táhnoucí za jeden provaz v době koronavirové. Skupina natočila v tom roce natočila singly a klipy Na konci všech cest a také Vocogo, ve kterém si zahostoval český rapper a zpěvák RAEGO.
V roce 2021 kapela vydala novinkový videoklip a singl Minulost, ve kterém si hlavní roli zahrál známý český herec Pavel Zedníček. Singl rotuje na Hit rádiích a také byl nasazen v hitparádě na rádiu Frekvence 1.